# Mistrzostwa Świata 2018 w League of Legends
Mistrzostwa Świata 2018 w League of Legends – ósma edycja e-sportowych Mistrzostw Świata w League of Legends, która odbyła się w Korei Południowej.
Drużyna Invictus Gaming, pokonując w finale wynikiem 3:0 europejską drużynę Fnatic, po raz pierwszy zdobyła tytuł Mistrza Świata. Również po raz pierwszy zwycięstwo trafiło do drużyny po pięcioletnim okresie zwycięstw Koreańczyków.

## Zakwalifikowane drużyny
W mistrzostwach wzięło udział 24 drużyn z 14 lig na całym świecie.
| Korea Południowa               | KT Rolster           |
| Korea Południowa               | Afreeca Freecs       |
| Korea Południowa               | Gen.G                |
| Europa                         | Fnatic               |
| Europa                         | Team Vitality        |
| Europa                         | G2 Esports           |
| Chiny                          | Royal Never Give Up  |
| Chiny                          | Invictus Gaming      |
| Chiny                          | EDward Gaming        |
| Chińskie Tajpej/Hongkong/Makau | Flash Wolves         |
| Chińskie Tajpej/Hongkong/Makau | MAD Team             |
| Chińskie Tajpej/Hongkong/Makau | G-Rex                |
| Ameryka Północna               | Team Liquid          |
| Ameryka Północna               | 100 Thieves          |
| Ameryka Północna               | Cloud9               |
| Wietnam                        | Phong Vũ Buffalo     |
| Wspólnota Niepodległych Państw | Gambit Esports       |
| Ameryka Łacińska Północna      | Infinity eSports     |
| Brazylia                       | KaBuM! e-Sports      |
| Turcja                         | SuperMassive eSports |
| Azja Południowo-Wschodnia      | Ascension Gaming     |
| Oceania                        | Dire Wolves          |
| Ameryka Łacińska Południowa    | Kaos Latin Gamers    |
| Japonia                        | DetonatioN FocusMe   |

## Faza wstępna
W fazie wstępnej (play-in) występiło 12 drużyn, które zostały podzielone na 4 grupy. Drużyny grają systemem każdy z każdym, 2 razy do 1 wygranej mapy. 2 najlepsze drużyny każdej grupy rozegrają mecz o przejście do fazy grupowej.
Mecze zostaną rozegrane w LoL PARK w Seulu.

### Grupa A
| Drużyna          | W | P |
| ---------------- | - | - |
| EDward Gaming    | 3 | 1 |
| Infinity eSports | 2 | 2 |
| Dire Wolves      | 1 | 3 |

| Data           | Godzina | Drużyna niebieska | Wynik | Wynik | Drużyna czerwona |
| 2 października | 10:00   | EDward Gaming     | 1     | 0     | Infinity eSports |
| 2 października | 12:00   | Dire Wolves       | 1     | 0     | Infinity eSports |
| 2 października | 14:00   | Dire Wolves       | 0     | 1     | EDward Gaming    |
| 4 października | 11:00   | Infinity eSports  | 1     | 0     | EDward Gaming    |
| 4 października | 13:00   | Infinity eSports  | 1     | 0     | Dire Wolves      |
| 4 października | 15:00   | EDward Gaming     | 1     | 0     | Dire Wolves      |

### Grupa B
| Drużyna              | W | P |
| -------------------- | - | - |
| G2 Esports           | 4 | 1 |
| SuperMassive eSports | 3 | 2 |
| Ascension Gaming     | 0 | 4 |

| Data           | Godzina | Drużyna niebieska    | Wynik | Wynik | Drużyna czerwona     |
| 2 października | 11:00   | G2 Esports           | 0     | 1     | SuperMassive eSports |
| 2 października | 13:00   | Ascension Gaming     | 0     | 1     | SuperMassive eSports |
| 2 października | 15:00   | Ascension Gaming     | 0     | 1     | G2 Esports           |
| 4 października | 10:00   | SuperMassive eSports | 0     | 1     | G2 Esports           |
| 4 października | 12:00   | SuperMassive eSports | 1     | 0     | Ascension Gaming     |
| 4 października | 14:00   | G2 Esports           | 1     | 0     | Ascension Gaming     |
| 4 października | 16:00   | SuperMassive eSports | 0     | 1     | G2 Esports           |

### Grupa C
| Drużyna            | W | P |
| ------------------ | - | - |
| Cloud9             | 4 | 0 |
| DetonatioN FocusMe | 2 | 3 |
| KaBuM! e-Sports    | 1 | 4 |

| Data           | Godzina | Drużyna niebieska  | Wynik | Wynik | Drużyna czerwona   |
| 1 października | 10:00   | Cloud9             | 1     | 0     | KaBuM! e-Sports    |
| 1 października | 12:00   | DetonatioN FocusMe | 1     | 0     | KaBuM! e-Sports    |
| 1 października | 14:00   | DetonatioN FocusMe | 0     | 1     | Cloud9             |
| 3 października | 11:00   | KaBuM! e-Sports    | 1     | 0     | DetonatioN FocusMe |
| 3 października | 13:00   | KaBuM! e-Sports    | 0     | 1     | Cloud9             |
| 3 października | 15:00   | Cloud9             | 1     | 0     | DetonatioN FocusMe |
| 3 października | 16:00   | DetonatioN FocusMe | 1     | 0     | KaBuM! e-Sports    |

### Grupa D
| Drużyna           | W | P |
| ----------------- | - | - |
| G-Rex             | 4 | 0 |
| Gambit Esports    | 2 | 2 |
| Kaos Latin Gamers | 0 | 4 |

| Data           | Godzina | Drużyna niebieska | Wynik | Wynik | Drużyna czerwona  |
| 1 października | 11:00   | Gambit Esports    | 0     | 1     | G-Rex             |
| 1 października | 13:00   | G-Rex             | 1     | 0     | Kaos Latin Gamers |
| 1 października | 15:00   | Gambit Esports    | 1     | 0     | Kaos Latin Gamers |
| 3 października | 10:00   | G-Rex             | 1     | 0     | Gambit Esports    |
| 3 października | 12:00   | Kaos Latin Gamers | 0     | 1     | Gambit Esports    |
| 3 października | 14:00   | Kaos Latin Gamers | 0     | 1     | G-Rex             |

### Mecze o awans
2 najlepsze drużyny każdej grupy w fazie wstępnej zagrają ze sobą w systemie do 3 wygranych map o awans do fazy grupowej.
| Data           | Godzina | Drużyna 1     | Wynik | Wynik | Drużyna 2            |
| -------------- | ------- | ------------- | ----- | ----- | -------------------- |
| 6 października | 06:00   | Cloud9        | 3     | 2     | Gambit Esports       |
| 6 października | 10:00   | EDward Gaming | 3     | 0     | DetonatioN FocusMe   |
| 7 października | 06:00   | G2 Esports    | 3     | 1     | Infinity eSports     |
| 7 października | 10:00   | G-Rex         | 3     | 1     | SuperMassive eSports |

## Faza grupowa
W fazie grupowej występuje 16 drużyn, które zostały podzielone na 4 grupy. Drużyny grają systemem każdy z każdym do 1 wygranej mapy. 2 najlepsze drużyny każdej grupy awansują do fazy pucharowej.
Mecze zostały rozegrane w Busan Exhibition and Convention Center w Pusanie.

### Grupa A
| Drużyna          | W | P |
| ---------------- | - | - |
| Afreeca Freecs   | 4 | 2 |
| G2 Esports       | 4 | 3 |
| Flash Wolves     | 3 | 4 |
| Phong Vu Buffalo | 2 | 4 |

| Data            | Godzina | Drużyna niebieska | Wynik | Wynik | Drużyna czerwona |
| 10 października | 12:00   | Phong Vu Buffalo  | 0     | 1     | Flash Wolves     |
| 10 października | 13:00   | Afreeca Freecs    | 0     | 1     | G2 Esports       |
| 11 października | 10:00   | Flash Wolves      | 1     | 0     | Afreeca Freecs   |
| 11 października | 11:00   | Phong Vu Buffalo  | 1     | 0     | G2 Esports       |
| 13 października | 10:00   | Afreeca Freecs    | 1     | 0     | Phong Vu Buffalo |
| 13 października | 11:00   | G2 Esports        | 1     | 0     | Flash Wolves     |
| 15 października | 10:00   | Afreeca Freecs    | 1     | 0     | Flash Wolves     |
| 15 października | 11:00   | G2 Esports        | 1     | 0     | Phong Vu Buffalo |
| 15 października | 12:00   | Flash Wolves      | 1     | 0     | G2 Esports       |
| 15 października | 13:00   | Phong Vu Buffalo  | 0     | 1     | Afreeca Freecs   |
| 15 października | 14:00   | Flash Wolves      | 0     | 1     | Phong Vu Buffalo |
| 15 października | 15:00   | Afreeca Freecs    | 1     | 0     | G2 Esports       |
| 15 października | 16:00   | Flash Wolves      | 0     | 1     | G2 Esports       |

### Grupa B
| Drużyna             | W | P |
| ------------------- | - | - |
| Royal Never Give Up | 5 | 2 |
| Cloud9              | 4 | 3 |
| Team Vitality       | 3 | 3 |
| Gen.G               | 1 | 5 |

| Data            | Godzina | Drużyna niebieska   | Wynik | Wynik | Drużyna czerwona    |
| 10 października | 14:00   | Royal Never Give Up | 1     | 0     | Cloud9              |
| 10 października | 15:00   | Gen.G               | 0     | 1     | Team Vitality       |
| 11 października | 14:00   | Team Vitality       | 0     | 1     | Cloud9              |
| 11 października | 15:00   | Gen.G               | 0     | 1     | Royal Never Give Up |
| 12 października | 14:00   | Royal Never Give Up | 1     | 0     | Team Vitality       |
| 12 października | 15:00   | Cloud9              | 0     | 1     | Gen.G               |
| 14 października | 10:00   | Team Vitality       | 1     | 0     | Royal Never Give Up |
| 14 października | 11:00   | Gen.G               | 0     | 1     | Cloud9              |
| 14 października | 12:00   | Team Vitality       | 1     | 0     | Gen.G               |
| 14 października | 13:00   | Cloud9              | 1     | 0     | Royal Never Give Up |
| 14 października | 14:00   | Cloud9              | 1     | 0     | Team Vitality       |
| 14 października | 15:00   | Royal Never Give Up | 1     | 0     | Gen.G               |
| 14 października | 16:00   | Royal Never Give Up | 1     | 0     | Cloud9              |

### Grupa C
| Drużyna       | W | P |
| ------------- | - | - |
| KT Rolster    | 5 | 1 |
| EDward Gaming | 4 | 2 |
| Team Liquid   | 3 | 3 |
| MAD Team      | 0 | 6 |

| Data            | Godzina | Drużyna niebieska | Wynik | Wynik | Drużyna czerwona |
| 10 października | 10:00   | KT Rolster        | 1     | 0     | Team Liquid      |
| 10 października | 11:00   | EDward Gaming     | 1     | 0     | MAD Team         |
| 12 października | 10:00   | MAD Team          | 0     | 1     | KT Rolster       |
| 12 października | 11:00   | Team Liquid       | 0     | 1     | EDward Gaming    |
| 13 października | 14:00   | Team Liquid       | 1     | 0     | MAD Team         |
| 13 października | 15:00   | KT Rolster        | 1     | 0     | EDward Gaming    |
| 16 października | 10:00   | Team Liquid       | 0     | 1     | KT Rolster       |
| 16 października | 11:00   | MAD Team          | 0     | 1     | EDward Gaming    |
| 16 października | 12:00   | MAD Team          | 0     | 1     | Team Liquid      |
| 16 października | 13:00   | EDward Gaming     | 1     | 0     | KT Rolster       |
| 16 października | 14:00   | EDward Gaming     | 0     | 1     | Team Liquid      |
| 16 października | 15:00   | KT Rolster        | 1     | 0     | MAD Team         |

### Grupa D
| Drużyna         | W | P |
| --------------- | - | - |
| Fnatic          | 6 | 1 |
| Invictus Gaming | 5 | 2 |
| 100 Thieves     | 2 | 4 |
| G-Rex           | 0 | 6 |

## Faza Pucharowa
|  |                              |                     |                                |                                |   |                 |                          |          |  |  |       |       |       |
|  | Ćwierćfinał                  | Ćwierćfinał         | Ćwierćfinał                    |                                |   | Półfinał        | Półfinał                 | Półfinał |  |  | Finał | Finał | Finał |
|  | Ćwierćfinał                  | Ćwierćfinał         | Ćwierćfinał                    |                                |   | Półfinał        | Półfinał                 | Półfinał |  |  | Finał | Finał | Finał |
|  | 20 października 2018 – Pusan |                     |                                |                                |   |                 |                          |          |  |  |       |       |       |
|  |                              |                     |                                |                                |   |                 |                          |          |  |  |       |       |       |
|  | kt Rolster                   | kt Rolster          | 2                              |                                |   |                 |                          |          |  |  |       |       |       |
|  | kt Rolster                   | kt Rolster          | 2                              | 27 października 2018 – Gwangju |   |                 |                          |          |  |  |       |       |       |
|  | Invictus Gaming              | Invictus Gaming     | 3                              |                                |   |                 |                          |          |  |  |       |       |       |
|  | Invictus Gaming              | Invictus Gaming     | 3                              |                                |   | Invictus Gaming | Invictus Gaming          | 3        |  |  |       |       |       |
|  | 20 października 2018 – Pusan |                     |                                |                                |   | Invictus Gaming | Invictus Gaming          | 3        |  |  |       |       |       |
|  |                              |                     | G2 Esports                     | G2 Esports                     | 0 |                 |                          |          |  |  |       |       |       |
|  | Royal Never Give Up          | Royal Never Give Up | G2 Esports                     | G2 Esports                     | 0 | 2               |                          |          |  |  |       |       |       |
|  | Royal Never Give Up          | Royal Never Give Up |                                |                                |   | 2               | 3 listopada 2018– Inczon |          |  |  |       |       |       |
|  | G2 Esports                   | G2 Esports          | 3                              |                                |   |                 |                          |          |  |  |       |       |       |
|  | G2 Esports                   | G2 Esports          | 3                              |                                |   | Invictus Gaming | Invictus Gaming          | 3        |  |  |       |       |       |
|  | 21 października 2018 – Pusan |                     |                                |                                |   | Invictus Gaming | Invictus Gaming          | 3        |  |  |       |       |       |
|  |                              |                     | Fnatic                         | Fnatic                         | 0 |                 |                          |          |  |  |       |       |       |
|  | Afreeca Freecs               | Afreeca Freecs      | Fnatic                         | Fnatic                         | 0 | 0               |                          |          |  |  |       |       |       |
|  | Afreeca Freecs               | Afreeca Freecs      | 28 października 2018 – Gwangju |                                |   | 0               |                          |          |  |  |       |       |       |
|  | Cloud9                       | Cloud9              | 3                              |                                |   |                 |                          |          |  |  |       |       |       |
|  | Cloud9                       | Cloud9              | 3                              |                                |   | Cloud9          | Cloud9                   | 0        |  |  |       |       |       |
|  | 21 października 2018 – Pusan |                     |                                |                                |   | Cloud9          | Cloud9                   | 0        |  |  |       |       |       |
|  |                              |                     | Fnatic                         | Fnatic                         | 3 |                 |                          |          |  |  |       |       |       |
|  | Fnatic                       | Fnatic              | Fnatic                         | Fnatic                         | 3 | 3               |                          |          |  |  |       |       |       |
|  | Fnatic                       | Fnatic              |                                |                                |   |                 |                          |          |  |  |       |       |       |
|  | Edward Gaming                | Edward Gaming       | 1                              |                                |   |                 |                          |          |  |  |       |       |       |
|  | Edward Gaming                | Edward Gaming       | 1                              |                                |   |                 |                          |          |  |  |       |       |       |

### Ćwierćfinały
| 20 października 2018 | kt Rolster          | 2:3 | Invictus Gaming |
| 20 października 2018 | Royal Never Give Up | 2:3 | G2 Esports      |
| 21 października 2018 | Afreeca Freecs      | 0:3 | Cloud9          |
| 21 października 2018 | Fnatic              | 3:1 | Edward Gaming   |

### Półfinały
| 27 października 2018 | Invictus Gaming | 3:0 | G2 Esports |
| 28 października 2018 | Cloud9          | 0:3 | Fnatic     |

### Finał
| 3 listopada 2018 | Invictus Gaming | 3:0 | Fnatic |

Źródło. Najlepsza czwórka:
| Miejsce | Zespół          | Gracze                  | Gracze                       | Gracze                  | Gracze                      | Gracze                       | Nagrody pieniężne |
| Miejsce | Zespół          | Top                     | Dżungla                      | Środek                  | ADC                         | Wsparcie                     | Nagrody pieniężne |
| ------- | --------------- | ----------------------- | ---------------------------- | ----------------------- | --------------------------- | ---------------------------- | ----------------- |
| 1       | Invictus Gaming | TheShy (Kang Seung-rok) | Ning (Gao Zhenning)          | Rookie (Song Eui-jin)   | JackeyLove (Yu Wenbo)       | Baolan (Wang Liuyi)          | 2,418,750 $       |
| 1       | Invictus Gaming | Duke (Lee Ho-seong)     | Ning (Gao Zhenning)          | Rookie (Song Eui-jin)   | JackeyLove (Yu Wenbo)       | Baolan (Wang Liuyi)          | 2,418,750 $       |
| 2       | Fnatic          | Bwipo (Gabriël Rau)     | Broxah (Mads Brock-Pedersen) | Caps (Rasmus Winther)   | Rekkles (Martin Larsson)    | Hylissang (Zdravets Galabov) | 870,750 $         |
| 2       | Fnatic          | sOAZ (Paul Boyer)       | Broxah (Mads Brock-Pedersen) | Caps (Rasmus Winther)   | Rekkles (Martin Larsson)    | Hylissang (Zdravets Galabov) | 870,750 $         |
| 3-4     | Cloud9          | Licorice (Eric Ritchie) | Svenskeren (Dennis Johnsen)  | Jensen (Nicolaj Jensen) | Sneaky (Zachary Scuderi)    | Zeyzal (Tristan Stidam)      | 451,500 $         |
| 3-4     | Cloud9          | Licorice (Eric Ritchie) | Blaber (Robert Huang)        | Jensen (Nicolaj Jensen) | Sneaky (Zachary Scuderi)    | Zeyzal (Tristan Stidam)      | 451,500 $         |
| 3-4     | G2 Esports      | Wunder (Martin Hansen)  | Jankos (Marcin Jankowski)    | Perkz (Luka Perković)   | Hjarnan (Petter Freyschuss) | Wadid (Kim Bae-in)           | 451,500 $         |

## Nagrody
Członkowie zwycięskiej drużyny podnieśli Puchar Przywoływacza, zdobywając tytuł Mistrzów Świata League of Legends 2018. Oprócz tego zdobyli nagrodę pieniężną w wysokości ok. 2,5 miliona dolarów. Gracz Gao "Ning" Zhenning ze zwycięskiej drużyny został wybrany najlepszym graczem turnieju.